# Iglesia de la Modificación Corporal
La Iglesia de la modificación corporal (en inglés: Church of Body Modification) es una comunidad religiosa no teísta conformada por aproximadamente 3500 miembros. La sede oficial se encuentra en los Estados Unidos y tiene por objetivo practicar la modificación corporal para «fortalecer el vínculo entre la mente, el cuerpo y el alma». En la iglesia no se adora a ningún dios, por el contrario, se da libertad a las personas para que decidan qué hacer con sus cuerpos. Fue establecida en 1999.
Su fundador y líder espiritual es Steve Haworth, un artista estadounidense de las modificaciones corporales, pionero en la práctica de los implantes subdérmicos y transdérmicos. Su presidente es Chris Carter.

## Prácticas y creencias
La Iglesia de la modificación del cuerpo tiene por objetivo crear un vínculo espiritual entre la mente, el cuerpo y el alma. Para asegurar una fuerte conexión, la Iglesia utiliza varios rituales sobre modificaciones corporales para mostrar su fe. La Iglesia practica varios tipos de modificación del cuerpo, tales como tatuajes, pírsines, escarificaciones, corsetería, cirugía plástica, ayuno y caminatas sobre fuego.
El objetivo final es llevar una vida espiritual completa. La Iglesia misma ayuda a educar a las personas sobre los diversos ritos de modificación corporal. En la declaración sobre la visión, la Iglesia dice que espera un día ser capaz de practicar sus rituales sin restricciones, en un mundo que no tenga prejuicios contra ellos.

## Controversia
En 2001, un miembro de la Iglesia de la modificación del cuerpo fue despedido de Costco, debido a un anillo en la ceja. El empleado demandó a Costco alegando que llevaba un anillo en la ceja como práctica religiosa y por lo tanto estaba protegida por el Título VII de la Ley de Derechos Civiles de 1964. Finalmente el tribunal falló a favor de Costco.
También se supo de otro caso en el que varios ministros de la iglesia realizaron una modificación corporal en los genitales de una persona sin licencia médica.